# Lajos Kossuth

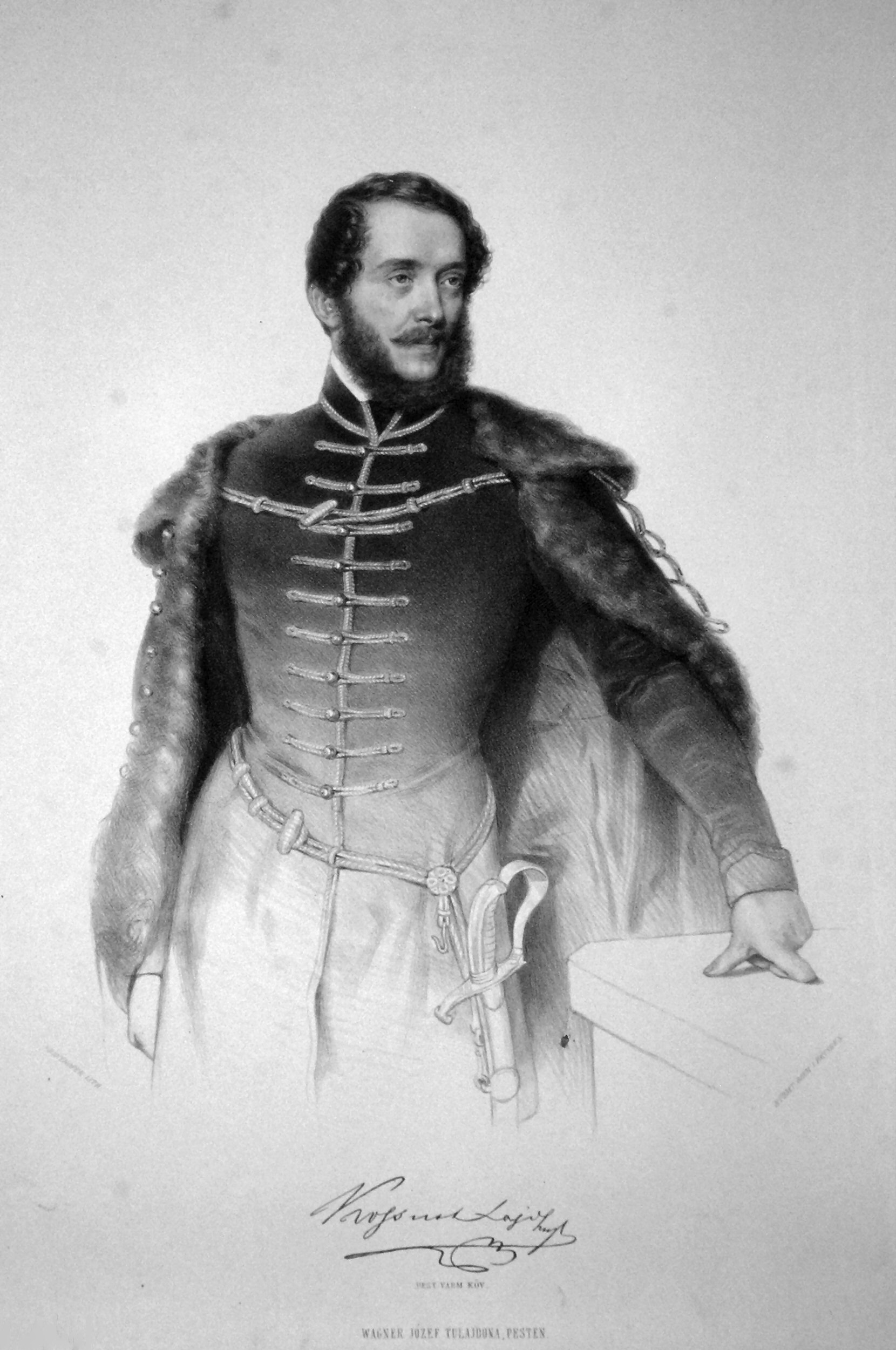
Ludwig Kossuth, Lithographie von August Prinzhofer, 1848. Kossuths Unterschrift:

Lajos Kossuth von Udvard und Kossuthfalva ([ˈlɒjoʃ ˈkoʃut], * 19. September 1802 in Monok, Komitat Zemplén, Ungarn; † 20. März 1894 in Turin, Italien) war ein ungarischer Rechtsanwalt, Politiker und in den Jahren 1848/49 einer der Anführer der Ungarischen Unabhängigkeitserhebung gegen Österreich. 
Auch nach der Niederschlagung der Revolution setzte er sich im Exil bis zu seinem Tod für die Unabhängigkeit Ungarns vom Kaisertum Österreich (ab 1867 Österreich-Ungarn) ein. Bis in die Gegenwart gilt Kossuth als ungarischer Nationalheld.

## Leben

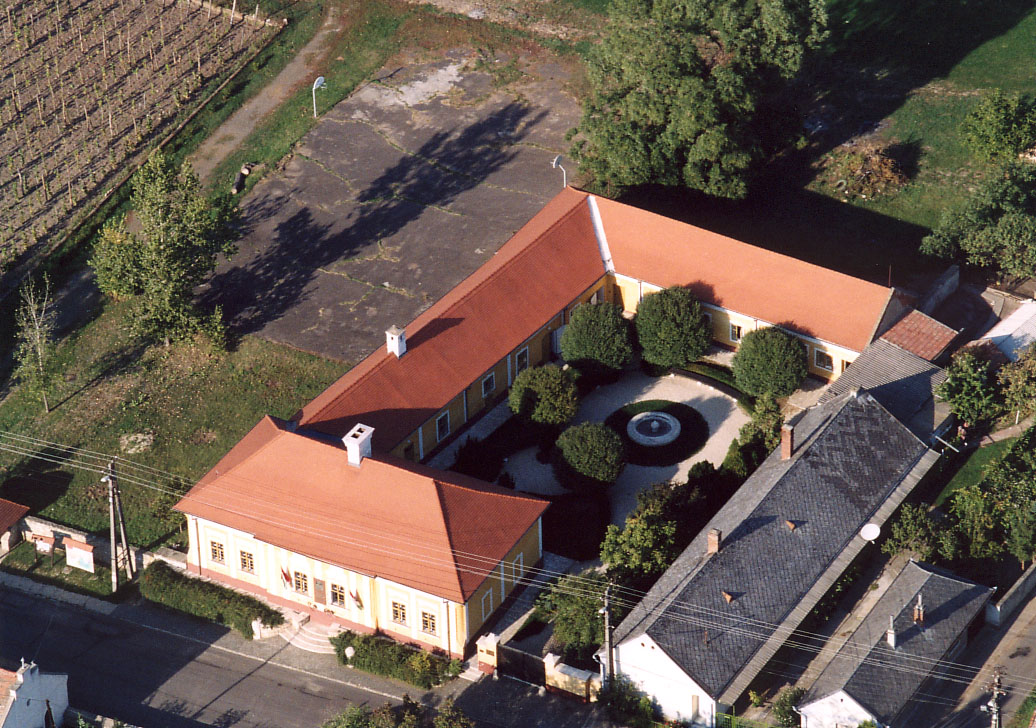
Monok - Lajos Kossuths Geburtshaus

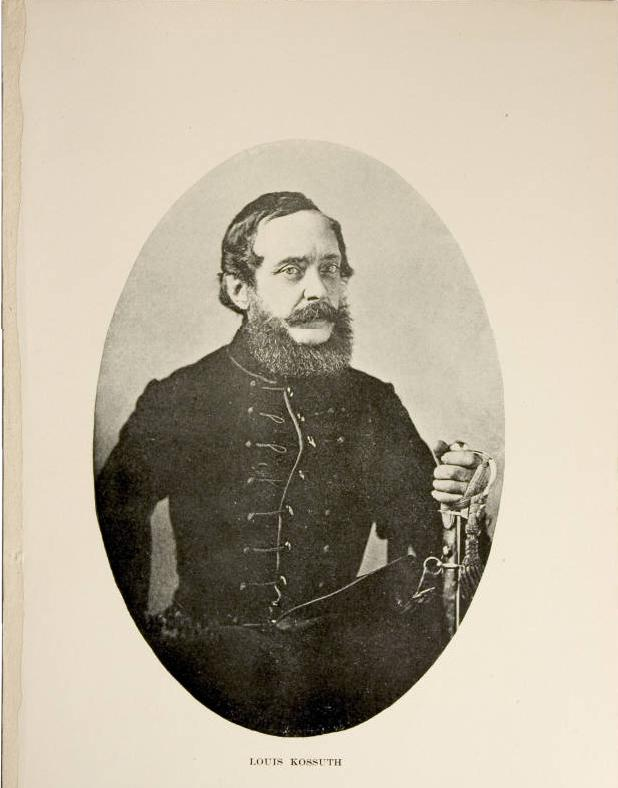
Lajos Kossuth (ca. 1852)

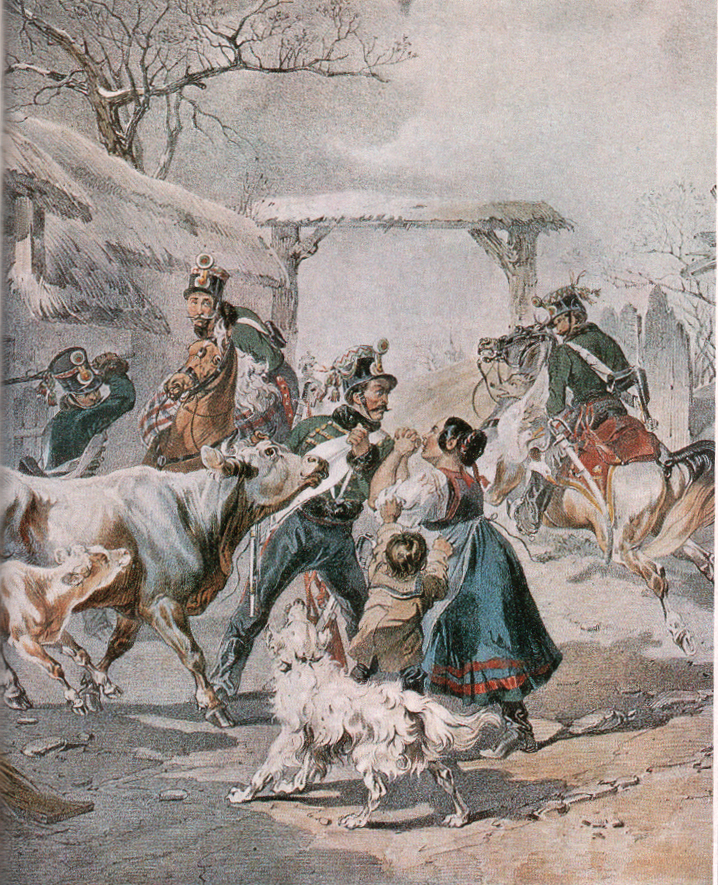
Kossuth-Husaren beim „Fouragieren“

Lajos (Ludwig) Kossuth entstammte einer wenig begüterten Familie aus dem ungarischen Kleinadel. Ähnlich wie sein Vater schlug er nach dem vierjährigen Jurastudium in Sárospatak und Pest eine Laufbahn als Rechtsanwalt ein; von 1824 bis 1832 wirkte er in dieser Funktion in Sátoraljaújhely (Komitat Zemplén). Zugleich begann Kossuths politische Karriere: Von 1825 bis 1827 vertrat er den nationalliberal gesinnten Grafen Hunyady im Preßburger Landtag; die gleiche Aufgabe übernahm er von 1832 bis 1836 für gleich drei Abgeordnete des ungarischen Magnatenhauses. In seiner Stellung als Vertreter stand Kossuth zwar keinerlei Stimmrecht zu; er hatte jedoch die Pflicht, seinen Förderern ständig über die Verhandlungen Bericht zu erstatten. Zu diesem Zweck verfasste Kossuth seit Dezember 1832 zuerst die „Berichte aus dem Landtag“, von Juli 1836 bis Mai 1837 dann die „Berichte aus den Munizipien“, in denen er Landtagssitzungen und Komitatsversammlungen aufzeichnete. Weil er diese Werke in Abschriften vervielfältigte und sich damit bewusst über ein Verbot der Regierung hinwegsetzte, klagte man Kossuth wegen Hochverrats an und verurteilte ihn am 5. Mai 1837 zu vier Jahren Festungshaft. Nach seiner Begnadigung 1840 gab er allerdings schon ein Jahr später wieder die nationalliberale Zeitung Pesti Hírlap heraus, deren Chefredakteur er war.

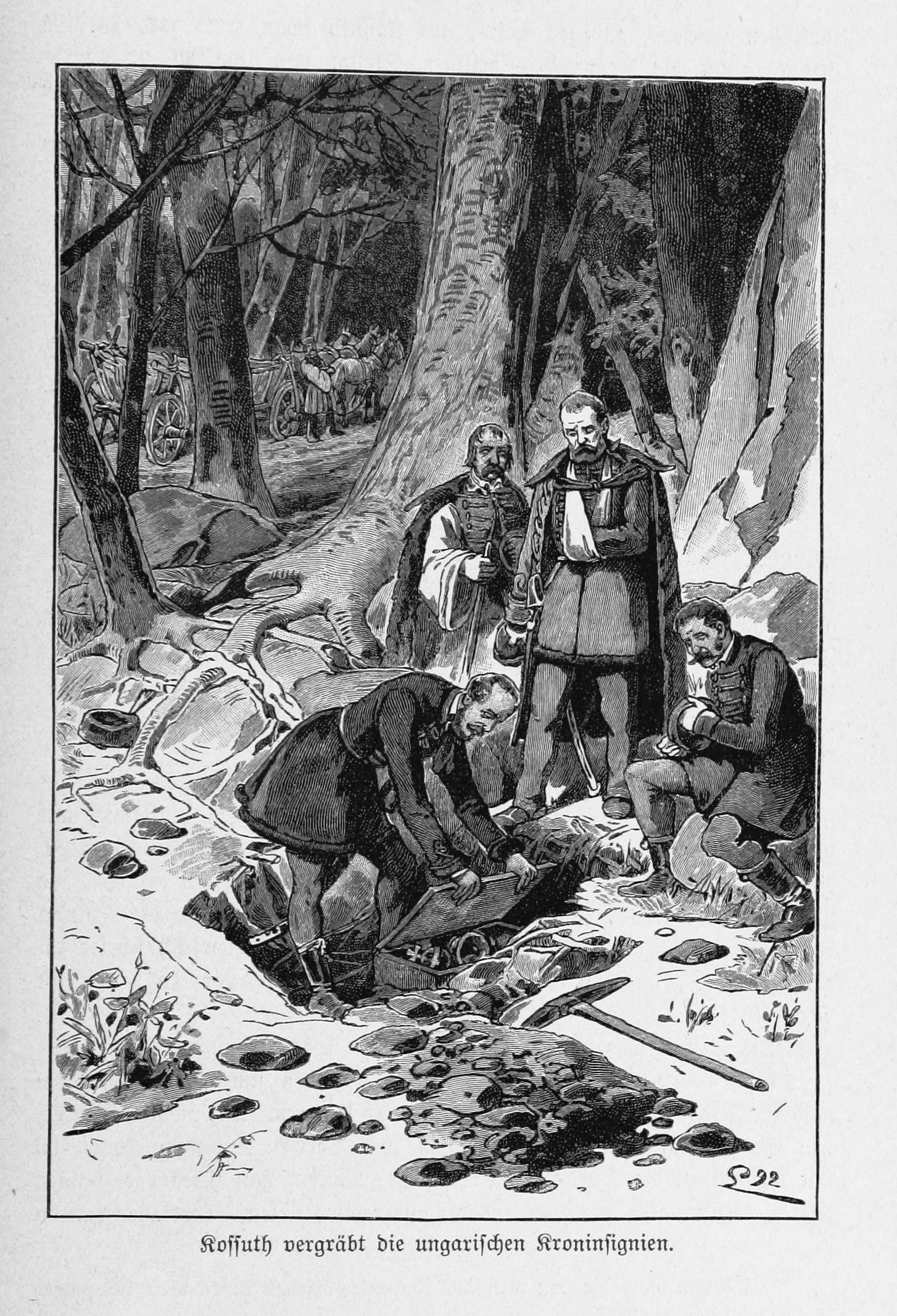
Lajos Kossuth vergräbt die ungarischen Kroninsignien in einem Wald nahe der Grenze zur Walachei

Zu Beginn der Märzrevolution 1848 im Kaiserreich Österreich forderte er in einer am 3. März 1848 verfassten Rede die konstitutionelle Umwandlung der Monarchie sowie Verfassungen für die österreichischen Länder. Im Verlauf der Revolution radikalisierte er seine Vorstellungen bis hin zur Forderung nach und schließlich zum Kampf für die Unabhängigkeit Ungarns von Österreich. 1848 war er in der ersten eigenständigen ungarischen Regierung unter dem liberalen Ministerpräsidenten Lajos Batthyány Finanzminister und Vorsitzender des Verteidigungsausschusses. Als prägende Kraft dieser Regierung setzte er Reformen wie beispielsweise die Bauernbefreiung um. Er räumte den nichtungarischen Minderheiten zwar die gleichen Bürgerrechte wie den Ungarn ein, nicht aber das Recht auf eigene Nationalstaaten: Sie hätten nämlich keine „historischen Persönlichkeiten“. Er baute ein ungarisches Freiwilligenheer (Honvéd) gegen deren Aufstände auf, das vor allem die Kroaten unter der Führung von Ban Josip Jelačić in Schach halten sollte, die sich der damaligen nationalistischen Magyarisierungspolitik widersetzten und in der ungarischen Reichshälfte die nationalen kroatischen Interessen und die Interessen Österreichs vertraten. Ungarn setzte sich mit seiner Politik immer mehr von der österreichischen Vorherrschaft ab.

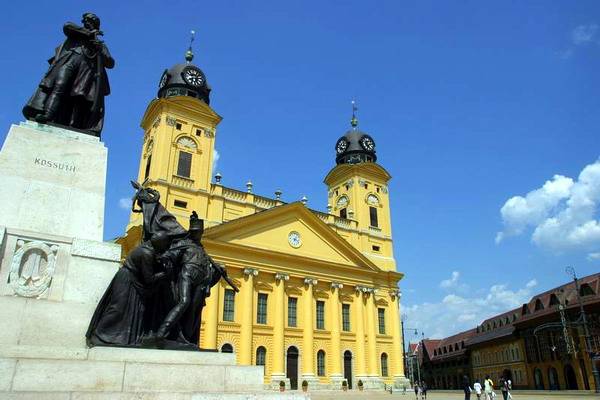
Kossuth-Statue in Debrecen vor der Großen Reformierten Kirche, wo einst der Landtag mit Kossuth tagte.

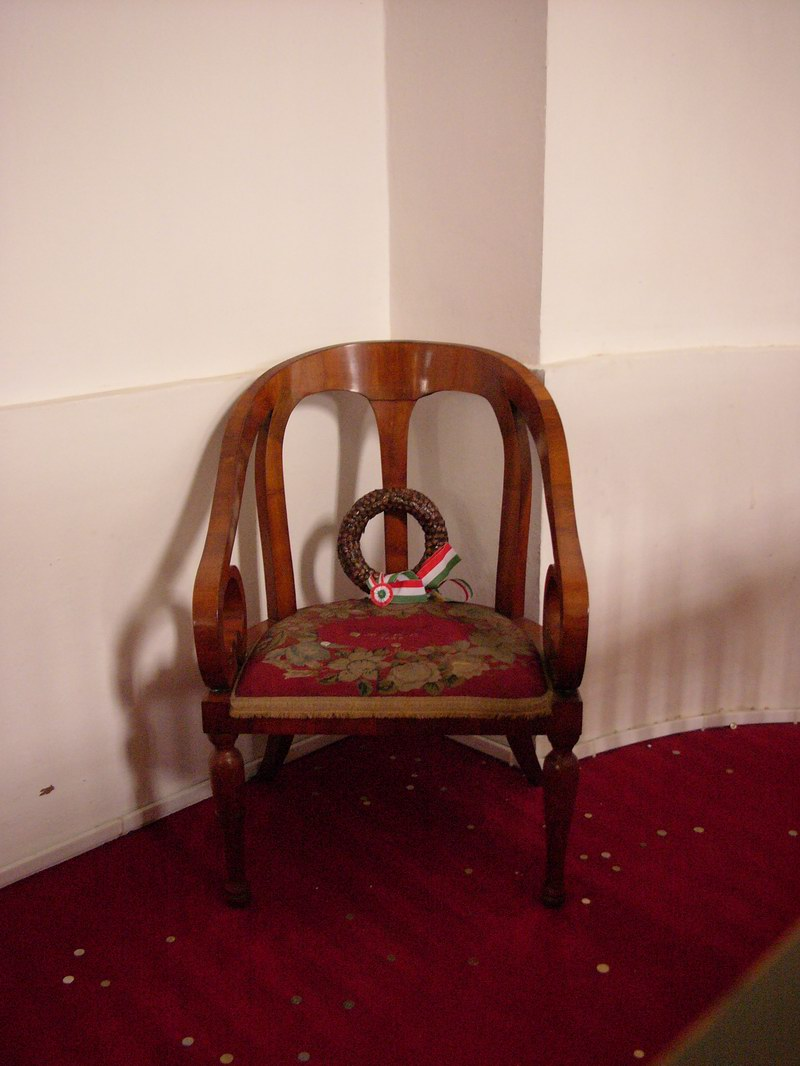
Der Sessel, in dem Kossuth am 14. April 1849 die Unabhängigkeit Ungarns ausrief, wird in der Großen Reformierten Kirche in Debrecen noch heute ausgestellt und ist ein Objekt der ungarischen Kossuth-Verehrung.

Nach dem Rücktritt des österreichischen Kaisers Ferdinand I. (in Ungarn Ferdinand V.) als Folge der revolutionären Ereignisse in Österreich seit März 1848 verweigerte Ungarn dessen Nachfolger Franz Joseph I. im Dezember 1848 die ungarische Königskrone. Als der Kaiser am 7. März 1849 eine Verfassung oktroyieren wollte, kam es zum ungarischen Unabhängigkeitsaufstand gegen Österreich, bis Kossuth am 14. April 1849 die Unabhängigkeit Ungarns ausrief und Debrecen der Sitz der ungarischen Regierung wurde. In der großen reformierten Kirche Debrecens tagte der ungarische Landtag unter Kossuths Vorsitz. Kossuth wurde zum ungarischen Reichsverweser gewählt und hatte als solcher diktatorische Vollmachten. Die ungarische Revolutionsarmee, die durch Freischaren und polnische Emigranten verstärkt wurde, konnte die einmarschierte österreichische Armee unter der Führung von Alfred I. Fürst zu Windisch-Graetz zunächst zurückdrängen. Schließlich gelang es Österreich mit Beistand von Russland, den ungarischen Freiheitskampf zu ersticken. Bedrängt von russischen Truppen aus dem Norden und Osten, von kroatischen aus dem Süden und von österreichischen aus dem Westen, wurde der ungarische Unabhängigkeitskrieg schließlich niedergeschlagen und Ungarn wieder unter österreichische Oberhoheit gestellt.
Nach der Niederschlagung der ungarischen Revolution und des Freiheitskrieges wurden 13 Generäle und Offiziere in Arad sowie der ehemalige Ministerpräsident Lajos Batthyány am 6. Oktober 1849, dem ersten Jahrestag der zweiten Wiener Revolution, in Pest hingerichtet. Da die österreichischen Offiziere auf die Hinrichtung mit Bier anstießen, gehörte es sich in Ungarn für lange Zeit nicht, mit Bier anzustoßen.
Lajos Kossuth konnte ins Exil fliehen und ging zunächst ins Osmanische Reich, wo er sich zunächst mit weiteren Weggefährten in Schumen niederließ. Nach mehreren Stationen seines Exils wurde er in England als Freimaurer am 19. Februar 1852 in die Cincinnati Lodge No. 133 aufgenommen, wo er schon am nächsten Tag in den Gesellgrad befördert und den Meistergrad erhoben wurde. Dort lernte er den Freimaurer Giuseppe Mazzini kennen, einen der führenden Köpfe des revolutionär-demokratischen Flügels der italienischen Einigungsbewegung des Risorgimento, und beteiligte sich in London an dessen Gründung des Europäischen Zentralkomitees der Demokratie. Daraufhin folgte Kossuth ihm nach Italien, wo er seinen Kampf für (nicht nur) Ungarns Unabhängigkeit fortsetzte. Unter anderem stellte er dabei auch eine ungarische Legion auf, die unter Giuseppe Garibaldi in den oberitalienischen Unabhängigkeitskämpfen des Risorgimento gegen Österreich zu Felde zog.
1867 wurde Lajos Kossuth im Rahmen des österreichisch-ungarischen Ausgleichs amnestiert, in dessen Folge auch Kaiser Franz Joseph I. von Österreich zum König von Ungarn gekrönt wurde. Als Gegner dieses Ausgleichs verblieb Kossuth aber im italienischen Exil.
Anfang März 1894 war Lajos Kossuth schwer erkrankt. Am 10. März wurde er im Umberto-Spital an der Blase operiert. Aus Ungarn trafen täglich mehrere hundert Briefe und Telegramme ein, in denen nach dem Zustand des Kranken gefragt wurde. Turiner Zeitungen sprachen „mit der wärmsten Sympathie von dem »Generale ungherese«“. Kossuths Sohn Franz war ständig am Krankenbett seines Vaters. Ohne sein Lebensziel erreicht zu haben, starb er am 20. März 1894 um 10.55 Uhr im Alter von 91 Jahren in Turin.

## Nach Kossuths Tod

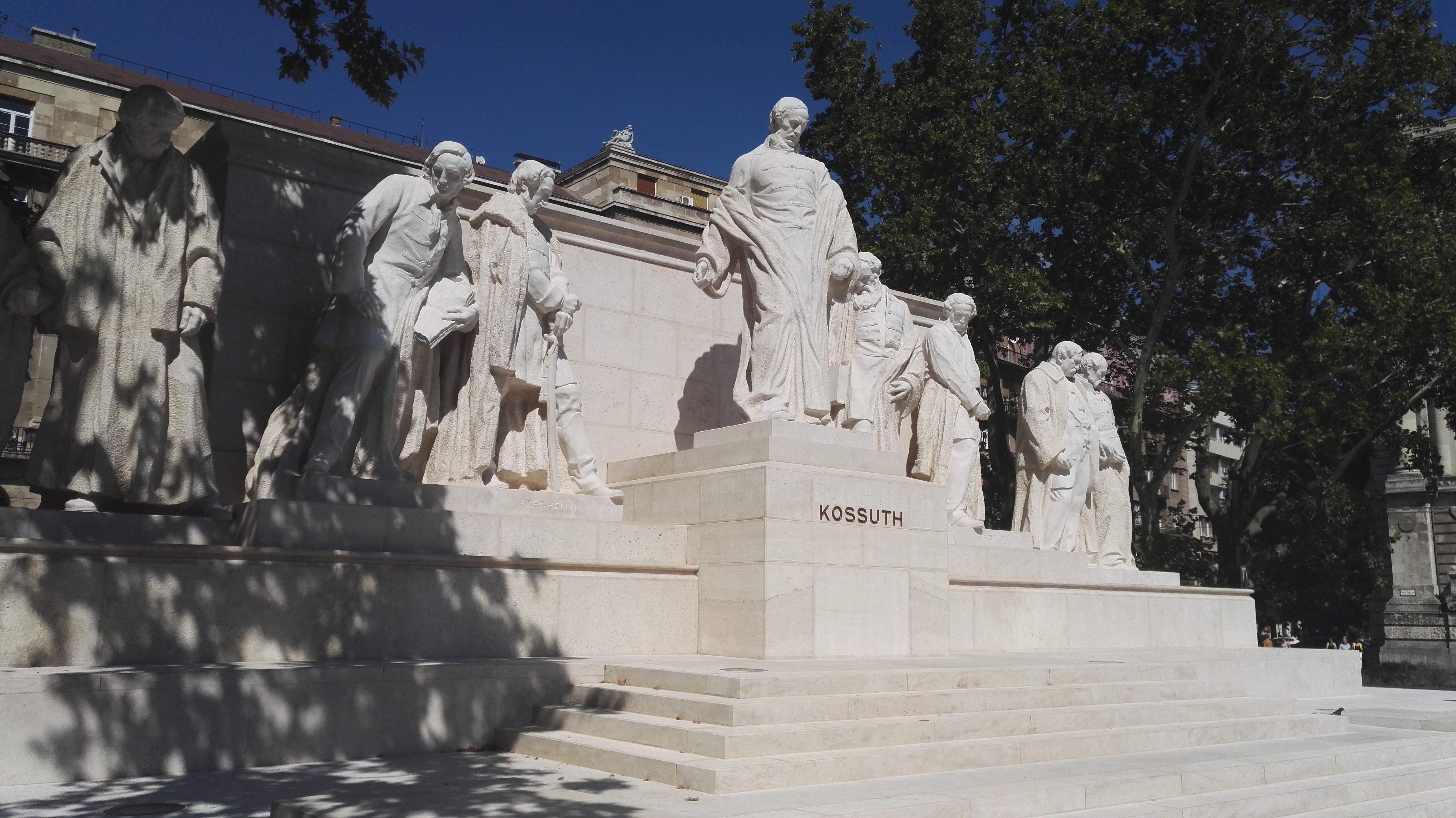
Das Kossuthdenkmal in Budapest

Kossuth erfuhr nach seinem Tod späte Rehabilitation durch Österreich. Kaiser Franz Joseph I. ließ den Leichnam feierlich nach Budapest überführen, wo er unter Anteilnahme einer großen Menschenmenge beigesetzt wurde. Sein ältester Sohn Ferenc Kossuth kehrte 1894 nach Ungarn zurück, wurde Politiker und ungarischer Handelsminister.
Ungarn, ab 1867 neben Österreich der zweite Landesteil der nunmehr k.u.k. Monarchie (kaiserliche und königliche Monarchie Österreich-Ungarn), erlangte erst nach dem Ersten Weltkrieg seine völlige Unabhängigkeit.
In unmittelbarer Nähe zum Parlamentsgebäude in Budapest befindet sich eine Statue von Lajos Kossuth von dem ungarischen Bildhauer János Horvay.
Der ungarische Komponist Béla Bartók setzte ihm im Jahre 1903 mit seiner Symphonischen Dichtung Kossuth ein musikalisches Denkmal. Der seit 1948 in Ungarn vergebene staatliche Kossuth-Preis wurde nach ihm benannt. Bauwerke wie verschiedene Brücken tragen seinen Namen ebenso wie Schulen und ein Rundfunkprogramm, Kossuth Rádió, des staatlichen Rundfunks.

## Schriften (Auswahl)
- Ungarns Wünsche. Eine politische Abhandlung. Reclam, Leipzig 1843 (Österreichische Nationalbibliothek)
- Die Katastrophe in Ungarn. Leipzig, 1849 in der Google-Buchsuche
- Gesammelte Werke. Grimma u. Leipzig
  - Band 1, 1850 Digitalisat MDZ
  - Band 2, 1850 Digitalisat MDZ
  - Band 3, 1851 Digitalisat MDZ
- Kossuth in England und seine Reden vor dem britischen Volke. Mit einer historischen Einleitung. Meyer, Braunschweig 1851 Digitalisat MDZ
- The Future of Nations. New York, 1852 Digitalisat
- Kossuth in New England: A Full Account of the Hungarian Governor's Visit to Massachusetts, with His Speeches. Boston, 1852 Digitalisat Haithi Trust
- The life of Louis Kossuth, Governor of Hungary, including notices of the men and scenes of the Hungarian revolution; to which is added an appendix containing his Principal speeches. Auburn NY, 1852 Digitalisat
- Meine Schriften aus der Emigration.
  - Band 1 1880 Digitalisat
  - Band 2 1881 Digitalisat
  - Band 3 1882 Digitalisat